# Ophiacodon
Ophiacodon é um gênero de eupelicossauro do Carbonífero Superior e Permiano Inferior da América do Norte.

## Espécies
- Ophiacodon beckiae Wilson, 1989 (nomen vanum)
- Ophiacodon hilli (Romer, 1925)
- Ophiacodon major Romer & Price, 1940
- Ophiacodon mirus Marsh, 1878
- Ophiacodon navajovicus (Case, 1907)
- Ophiacodon retroversus (Cope, 1878)
- Ophiacodon uniformis (Cope, 1878)